# Heilige Euphemianoskerk
De Heilige Euphemianoskerk (Grieks: Άγιος Ευφημιανός, Ágios Effimianós) is een kleine middeleeuwse kerk ongeveer 2 km ten zuidwesten van het dorp Lysi in het district Famagusta in Noord-Cyprus. Het is een kleine koepelkapel, waarvan het interieur versierd was met fresco’s uit de 13e en 14e eeuw.
De inscriptie op de onderkant van de boog geeft aan dat de tempel was gewijd door Lavrentios, monnik en abt van het Sint-Andronikosklooster en gewijd was aan "Sint Themonianos", een plaatselijke heilige.
De inscriptie luidt (in het Grieks): 

"ΠΑΝΣΕΠΤΟΣ ΝΑΟΣ ΤΟΥ ΟΣΙΟΥ ΠΑΤΡΟΣ ΘΕΜΟΝΙΑΝΟΥ ΔΙΑ ΣΥΝΔΡΟΜΗΣ ΚΑΙ ΕΚ ΠΟΛΛΟΥ ΠΟΘΟΥ ΛΑΥΡΕΝΤΙΟΥ ΙΕΡΟΜΟΝΑΧΟΥ ΚΑΙ ΚΑΘΗΓΟΥΜΕΝΟΥ ΤΗΣ ΣΕΒΑΣΜΙΑΣ ΜΟΝΗΣ ΤΟΥ ΕΝ ΑΓΙΟΙΣ ΠΑΤΡΟΣ ΗΜΩΝ ΑΝΔΡΟΝΙΚΟΥ"

De genoemde Themonianos was vrijwel zeker een lokale 12e-eeuwse heilige die leefde in een grot in de buurt van het dorp Lefkoniko, en was een van driehonderd christenen die tijdens de Arabische vervolgingen naar Cyprus waren gevlucht. Tot 1974 werd het kerkje door duizenden pelgrims bezocht op de feestdag van Themonianos (of ook wel Euphemianos) op 14 november.
De koepel van de kerk was versierd met een fresco met daarin de figuur van Christus. Rondom is een dubbele rij engelen te zien, die de wederkomst van Christus voorbereiden. De troon wordt bewaakt door de aartsengelen Michaël en Gabriël. Verder waren Maria en Johannes de Doper te zien.
Na de Turkse invasie van 1974 kwamen grote delen van Noord-Cyprus in Turkse handen. De kerk werd verlaten, Griekse christenen trokken naar het zuidelijk deel van het eiland. Tussen 1974 en het voorjaar van 1983 zijn de fresco’s uit de kerk verdwenen. In dat jaar kwamen 38 fragmenten van de fresco op de kunstmarkt in Europa. Het ministerie van oudheden van Cyprus kon echter aantonen dat de muurschilderingen tot de Sint-Euphemianoskerk behoorden.
De fragmenten werden gekocht door de Menil Foundation uit Houston namens de Grieks-orthodoxe Kerk van Cyprus. In februari 1992 sloten deze partijen een akkoord, waarbij werd bepaald dat de Menil Foundation zorg draagt voor de fresco’s en de lopende kosten van het behoud dekt, in ruil voor het mogen tentoonstellen van de fresco’s.
De Sint-Euphemianoskerk is niet de enige kerk in Noord-Cyprus die werd geplunderd na de bezetting. Het rapport 'Destruction of Cultural Property in the Northern Part of Cyprus and Violations of International Law' van de Law Library of Congress spreekt over meer dan 500 orthodoxe kerken en kapellen die tussen 1974 en 2009 zijn geplunderd, vernietigd of afgebroken. Meer dan 15.000 fresco’s en schilderijen zijn verdwenen. Er zijn 77 kerken veranderd in moskeeën.